# Rathaus Cammin (Pommern)

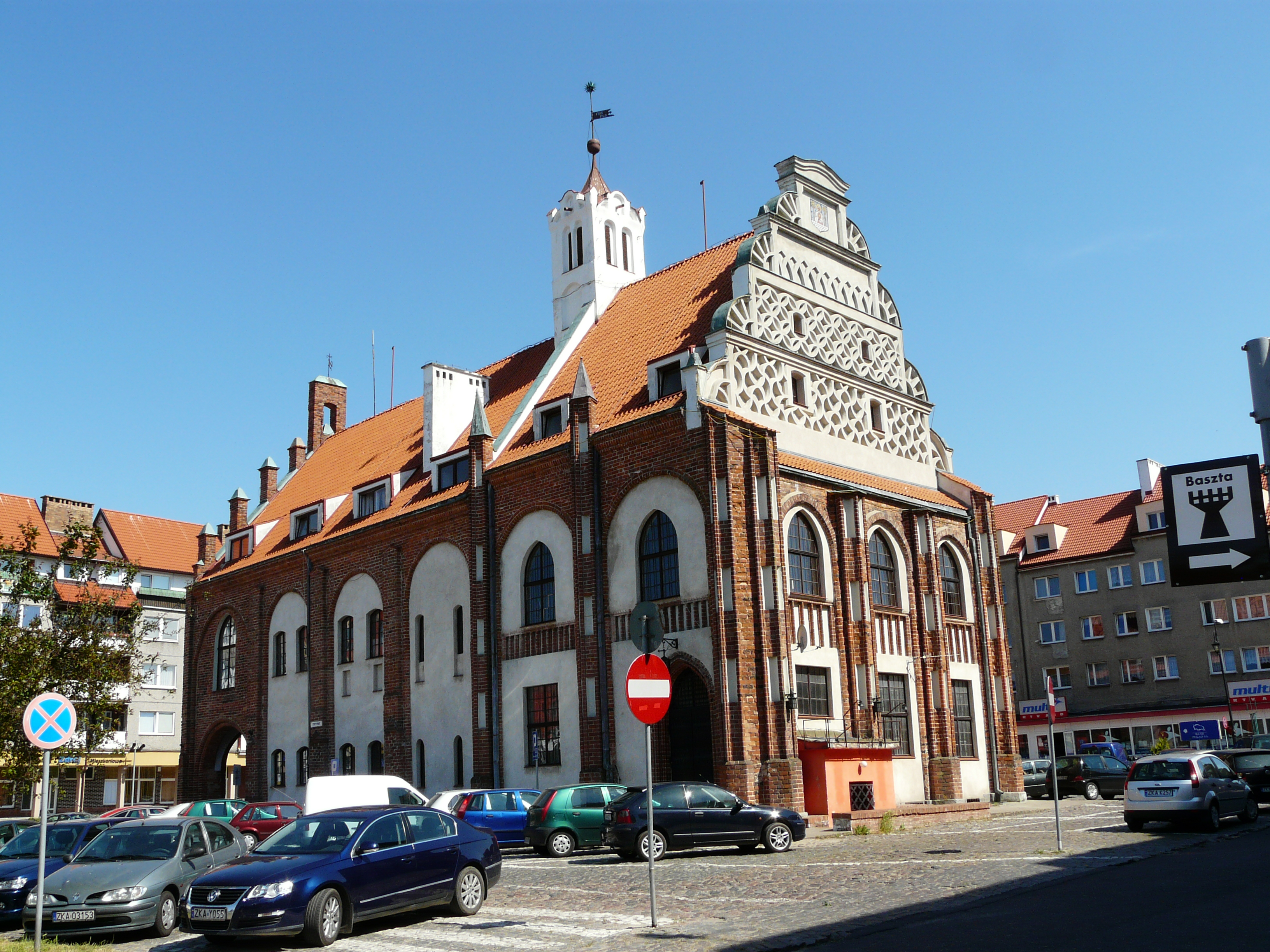
Rathaus Kamień Pomorski (Cammin)

Das Rathaus im polnischen Kamień Pomorski (Cammin) befindet sich in der Mitte des Marktes.

## Geschichte

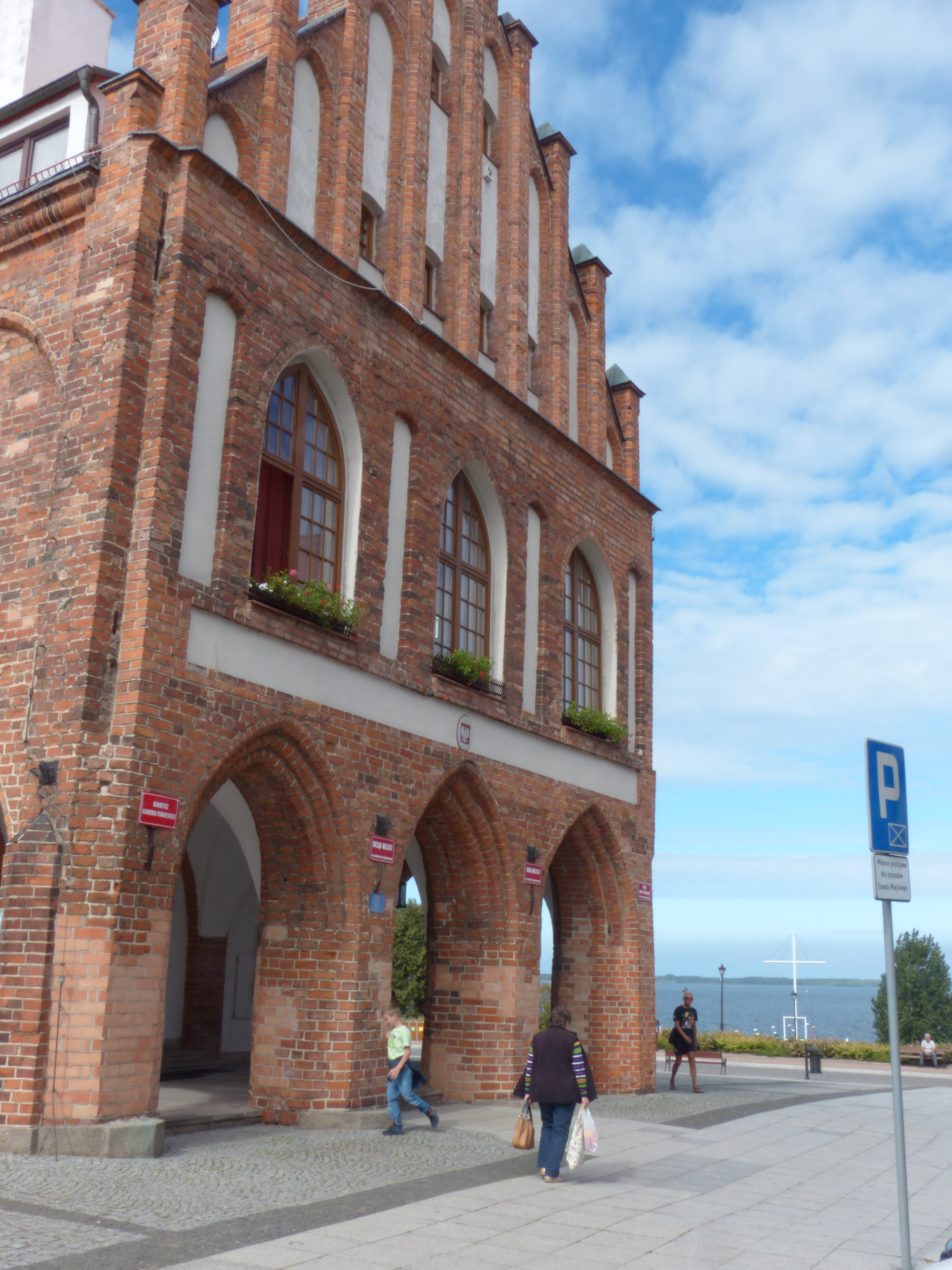
Ostgiebel, Blick auf den Zalew Kamieński
(Camminer Bodden)

Der Bau von 1426 war ursprünglich auf fast quadratischem Grundriss errichtet. Später wurde der östliche Teil mit Laubengängen angebaut. Die mittelalterliche Gestalt des Baus hat sich trotz vieler Umbauten bis 1945 erhalten. Durch Kriegseinwirkung brannte der Bau 1945 aus und wurde, nach polnischer Übernahme der Stadt, in den 1960er Jahren rekonstruiert.

## Bauwerk
Der Bau besteht aus Ziegelmauerwerk und trägt ein Satteldach. Der Laubengang weist Gewölbe und reich dekorierte Giebel sowie einen Firstturm auf. Das Erdgeschoss war als Markthalle genutzt, im Obergeschoss befand sich die Stadtverwaltung.

## Nachweise
- Jakub Szczepański: Rathäuser der polnischen Ostseeküste/Ratusze polskiego pobrzeża. Nadbałtyckie Centrum Kultury, 1996, S. 33.